# Premium BEST (麻丘めぐみのアルバム)
『Premium BEST』（プレミアム ベスト）は、麻丘めぐみのベスト・アルバム。2020年1月29日発売。発売元はJVCケンウッド・ビクターエンタテインメント（以下ビクターエンタテインメント）。DVD-Videoとブックレットが付属した初回限定盤の規格品番はVIZL-1691、通常盤はVICL-65308/9。

## 解説
歌手デビュー以降、初めてとなる自選ベスト・アルバムである。CD-DA2枚組の通常盤と、同内容のCD-DA2枚とテレビ番組出演時の歌唱映像を収めたDVD-Video、近代映画社提供のグラビア写真や本人インタビュー、当時のディレクター（笹井一臣）との対談、麻丘めぐみ本人コメントを掲載した116ページのブックレットが付属したトールケース初回限定盤の2形態で発売された。ジャケット写真は異なっている。
CD2枚の内訳は下記のとおりである。
- ディスク1は、1970年代に発売された全シングル・レコードA面曲を収録。1曲目から10曲目まではオリコンチャートセールス上位10曲、11曲目以降は発売日順である。加え、ボーナス・トラックとして29年ぶりとなる新曲が収録された[1]。作詞担当の松井五郎に思いの丈を伝えた上で詞が完成したと明かしている[注釈 3]。
- ディスク2は、全スタジオ・アルバム10枚からオリジナル・ソング10曲、他ベスト・アルバムも含めた中から洋楽カバー5曲、邦楽カバー5曲が自選で収録された。

発売に際し、音源に対してデジタル・リマスタリングされた。初回限定盤のDVDには1970年代の歌唱映像のほか、新曲「フォーエバー・スマイル」をレコーディング・ブースで歌う模様を収録したボーナス映像が収められた。

## 収録曲

### Disc 1 シングル・ヒッツ・コレクション
- M-1〜10 Megumi Asaoka BEST 10
- M-11〜19 A-Side Collection

1. わたしの彼は左きき（3分4秒）[注釈 1]
  - 作詞: 千家和也、作曲・編曲: 筒美京平
2. 芽ばえ（3分20秒） 
  - 作詞: 千家和也、作曲: 筒美京平、編曲: 高田弘
3. 悲しみよこんにちは（3分40秒） 
  - 作詞: 千家和也、作曲: 筒美京平、編曲: 高田弘
4. アルプスの少女（3分21秒） 
  - 作詞: 千家和也、作曲・編曲: 筒美京平
5. 森を駈ける恋人たち（2分47秒） 
  - 作詞: 山上路夫、作曲・編曲: 筒美京平
6. ときめき（2分54秒） 
  - 作詞: 千家和也、作曲・編曲: 筒美京平
7. 悲しみのシーズン（3分16秒） 
  - 作詞: 千家和也、作曲: 筒美京平、編曲: あかのたちお
8. 女の子なんだもん（2分43秒） 
  - 作詞: 千家和也、作曲: 筒美京平、編曲: 穂口雄右
9. 白い部屋（2分49秒） 
  - 作詞: 千家和也、作曲・編曲: 筒美京平
10. 雪の中の二人（3分53秒） 
  - 作詞: 千家和也、作曲・編曲: 馬飼野康二
11. 水色のページ（3分9秒） 
  - 作詞: 山上路夫、作曲: 浜圭介、編曲: 馬飼野俊一
12. 恋のあやとり（3分5秒） 
  - 作詞: 岡田冨美子、作曲: 浜圭介、編曲: 竜崎孝路
13. 美しく燃えながら（3分10秒） 
  - 作詞: さいとう大三、作曲・編曲: 馬飼野俊一
14. 白い微笑（3分0秒） 
  - 作詞: さいとう大三、作曲・編曲: 馬飼野俊一
15. 卒業（3分3秒） 
  - 作詞: 山川啓介、作曲: 井上忠夫、編曲: 馬飼野俊一
16. 夏八景（3分32秒） 
  - 作詞: 阿久悠、作曲・編曲: 筒美京平
17. 夜霧の出来事（3分25秒） 
  - 作詞: 吉田健美、作曲: 響わたる、編曲: あかのたちお
18. 銀世界（3分35秒） 
  - 作詞: 橋本淳、作曲: 都倉俊一、編曲: 馬飼野康二
19. ねえ（3分10秒） 
  - 作詞: 喜多条忠、作曲・編曲: 川口真
20. フォーエバー・スマイル（3分53秒） 
  - 作詞: 松井五郎、作曲: 都志見隆、編曲: 上杉洋史

### Disc 2 フェイバリット・コレクション
- M-1〜10 Album Collection
- M-11〜15 Cover Song Collection [洋楽コレクション]
- M-16〜20 Cover Song Collection [邦楽コレクション]
- 記載のない楽曲の作詞者、作曲者、編曲者はリンク先を参照のこと。

1. 素晴らしき16才（2分32秒）
2. 大人になる日（2分49秒）
3. 初めての恋（2分55秒）
4. いつも一緒に（2分57秒）
5. 星のセレナーデ（3分12秒）
6. 真珠の涙（3分0秒）
7. 海を見ていたら（3分4秒）
8. 街角（3分2秒）
9. さよならありがとう（3分21秒）
10. はじらい（3分45秒）
11. 恋はボサノバ（3分17秒）
12. アイドルを探せ（2分53秒）
  - 訳詞: 安井かずみ、作曲: Georges Garvarentz、編曲: 神保正明
13. 夢みるシャンソン人形（2分40秒）
  - 訳詞: 岩谷時子、作曲: Serge Gainsbourg、編曲: 神保正明
14. 砂に消えた涙（2分27秒）
  - 訳詞: 漣健児、作曲: Piero Soffici、編曲: 神保正明
15. シェルブールの雨傘（3分17秒）
  - 訳詞: あらかわひろし、作曲: Michel Legrand、編曲: 神保正明
16. グッド・バイ・マイ・ラブ（3分34秒）
17. 心もよう（3分11秒）
18. 逃避行（3分32秒）
19. 人形の家（3分11秒）
20. 今はもうだれも（3分45秒）

### DVD-Video
1. 女の子なんだもん（1973年1月4日放送、TBS系『真理ちゃんとデイト』）
2. わたしの彼は左きき（1973年8月13日放送、NETテレビ系『スター・オン・ステージ あなたならOK!』）
3. アルプスの少女（1973年11月12日放送、NETテレビ系『ビッグスペシャル』）
4. ときめき（1974年3月11日放送、NETテレビ系『ビッグスペシャル』）
5. 水色のページ（1975年5月24日放送、TBS系『笑って!笑って!!60分』）
6. 恋のあやとり（1975年7月21日放送、NETテレビ系『ビッグワイド60分』）
7. 白い微笑（1975年11月22日放送、TBS系『笑って!笑って!!60分』）
8. 卒業（1976年3月1日放送、NETテレビ系『ドカンと一発60分!』）
9. 卒業（1976年4月11日放送、フジテレビ系『クイズ・ドレミファドン!』）
10. 夜霧の出来事（1976年11月21日放送、フジテレビ系『クイズ・ドレミファドン!』）
11. ねえ（1977年8月7日放送、フジテレビ系『クイズ・ドレミファドン!』）
12. フォーエバー・スマイル（ボーナス映像、メイキングMV）